# Longchamp (Vosges)
Longchamp je francouzská obec v departementu Vosges, v regionu Grand Est.

## Geografie
Obec leží 5 kilometrů severovýchodně od Épinalu.

## Památky
- kostel Saint-Rémy

## Vývoj počtu obyvatel
Počet obyvatel